# Napak (district)
Napak is een district in het noorden van Oeganda. Hoofdstad van het district is de stad Napak. Het district telde in 2020 naar schatting 158.300 inwoners op een oppervlakte van 4.477 km².
Het district werd in 2010 opgericht door afsplitsing van het district Moroto. Het werd genoemd naar Mount Napak. Het district is onderverdeeld in 8 sub-counties, 33 gemeenten (parishes) en telt 226 dorpen.